# Квантовый Чеширский Кот
Квантовый Чеширский Кот (англ. Quantum Cheshire Cat) — парадоксальное явление в квантовой механике, суть которого заключается в том, что квантовая система при определённых условиях может повести себя так, как если бы частицы и их свойства были разделены в пространстве. Другими словами, объект может быть отделён от своих собственных свойств.
Название данного явления является отсылкой к книге Льюиса Кэрролла «Алиса в Стране чудес», в которой один из её персонажей — Чеширский Кот — обладает способностью исчезать, оставляя после себя только одну свою улыбку.

## Суть эксперимента
Методика эксперимента была разработана группой учёных из Великобритании и Израиля. Ими было предложено использовать метод слабого измерения для изучения парадокса «Квантового Чеширского Кота» на примере нейтронов. В ходе экспериментов с применением нейтронного интерферометра выполнялось разделение одного пучка нейтронов на два, идущих различными путями. В ходе этого проводились слабые измерения местоположения частиц, а также и их магнитного момента (спина). Результаты эксперимента показывают, что система ведёт себя так, как если бы нейтроны проходили по одному пути, в то время как их магнитный момент проходит по другому. То есть «коты-нейтроны» находятся в другом месте, нежели их «улыбки-спины».
Идея квантового Чеширского кота впервые была предложена в 2010 году. Якир Ааронов в 2013 году предложил способ применения слабых измерений для его обнаружения. Данный эксперимент, который впервые доказал существование подобного явления, был воспроизведён на источнике нейтронов в институте Лауэ-Ланжевена в Гренобле при участии специалистов из Венского технологического университета, разработавших измерительную установку.
В эксперименте на нейтронном интерферометре пучок нейтронов с направлением спинов вверх и вниз проходил через идеальный кристалл кремния и разделялся на две части. Далее оставлялся поляризованный пучок, внутри которого все нейтроны характеризуются одинаковым направлением спина. Спиновращатель ST1 поворачивал спин вдоль траектории движения. Затем в блоке SRs создавались два пучка с различной ориентацией спинов. Первый пучок нейтронов имел спин вдоль траектории движения нейтронов, в то время как спин второго пучка был ориентирован в противоположном направлении. После прохождения различными путями оба пучка объединялись, и затем наблюдалась интерференция пучков, отслеживаемых двумя детекторами.
В одном детекторе регистрировались только нейтроны, имеющие спин вдоль направления движения, остальные — игнорировались. Очевидно, что данные нейтроны должны были следовать по первому пути, поскольку только в нём нейтроны обладали таким спиновым состоянием, которое доказывается в эксперименте поочерёдной установкой на каждый из путей фильтров (ABS), поглощающих небольшую часть нейтронов. В случае же, когда второй пучок пропускался через фильтр, то регистрируемое количество нейтронов оставалось неизменным. В случае же, когда первый луч направлялся через фильтр, количество данных нейтронов уменьшалось.
Парадокс отмечался учеными при попытках определить местоположение нейтронных спинов. Для этого направление спинов слегка изменялось при помощи магнитного поля. Когда два пучка сводились, они интерферировали и могли усиливать либо подавлять друг друга. Небольшое изменение спинов должно было приводить к изменениям всей интерференционной картины. В ходе опытов выяснилось, что магнитное поле, приложенное к первому пучку, не производило никакого эффекта. Но, если магнитное поле приложить ко второму пучку, не содержащему регистрируемые нейтроны — появлялся нужный эффект. То есть система вела себя так, как если бы частицы были пространственно отделены от их магнитных свойств.